# NGC 2451
إن جي سي 2451 في علم الفلك هو تجمع نجمي مفتوح يرى في كوكبة الشراع. يبلغ قطر التجمع النجمي NGC 2451 نحو 50' (أي 50 دقيقة قوسية). وطبقا لمعلوماتنا الحالية فهو يتكون من تجمعين نجميين (NGC 2451A و NGC 2451B) وهما يقعان على نفس خط الرؤية . يبعد إن جي سي 2451 إيه عن الأرض 197 فرسخ فلكي (نحو 600 سنة ضوئية) ويبعد إن جي سي 2451 بي نحو 358 فرسخ فلكي (نحو 1200 سنة ضوئية) عنا .

## موقعه في كوكبة الشراع

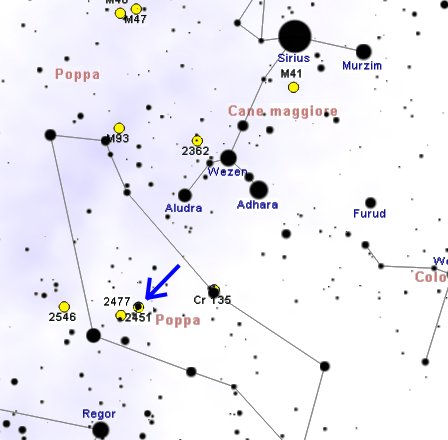
موقع NGC 2451 في كوكبة الشراع : Poppis

## وصلات خارجية
- NGC 2451 @ SEDS NGC objects pages

## اقرأ أيضا
- إن جي سي 678
- نجم نيوتروني
- إن جي سي 4314
- إن جي سي 2442